# Karin Konoval
Pour les articles homonymes, voir Konoval.
Karin Konoval, née le 4 juin 1961 à Baltimore, Maryland, États-Unis, est une actrice américaine.

## Biographie
Karin Konoval est née le 4 juin 1961 à Baltimore, Maryland, États-Unis.
Elle s'installe au Canada avec sa famille alors qu'elle est enfant et grandit à Edmonton.
Elle étudie à l'université de l'Alberta puis déménage à Vancouver afin de devenir actrice.

## Filmographie

### Cinéma

#### Longs métrages
- 2000 : My 5 Wives de Sidney J. Furie : Janet
- 2002 : Présumé coupable (The Stickup) de Rowdy Herrington : Dr Alvarez
- 2004 : Scooby-Doo 2 : Les monstres se déchaînent (Scooby-Doo 2: Monsters Unleashed) de Raja Gosnell : Aggie Wilkins
- 2005 : Alone in the Dark d'Uwe Boll : Sœur Clara
- 2006 : Black Christmas de Glen Morgan : La mère de Billy
- 2006 : Le Repaire des ténèbres (The Tooth Fairy) de Chuck Bowman : Elizabeth Craven
- 2007 : In the Land of Women de Jon Kasdan : Dr Ida Rosen
- 2009 : 2012 de Roland Emmerich : Sally
- 2009 : American Pie Présente : Les Sex Commandements (American Pie Presents: The Book of Love) de John Putch : La manager du magasin
- 2010 : Journal d'un dégonflé (Diary of a Wimpy Kid) de Thor Freudenthal : Mme Irvine
- 2011 : La Planète des singes : Les Origines (Rise of the Planet of the Apes) de Rupert Wyatt : Maurice (voix et capture de mouvement)
- 2012 : The Movie Out Here de David Hicks : Edith
- 2014 : La Planète des singes : L'Affrontement (Dawn of the Planet of the Apes) de Matt Reeves : Maurice (voix et capture de mouvement)
- 2014 : Sexy Dance 5: All in Vegas (Step Up: All In) de Trish Sie : Ana
- 2017 : La Planète des singes : Suprématie (War for the Planet of the Apes)  de Matt Reeves : Maurice (voix et capture de mouvement)
- 2017 : Woody Woodpecker d'Alex Zamm : Barbara Krum
- 2024 : La Planète des singes : Le Nouveau Royaume (Kingdom of the Planet of the Apes) de Wes Ball : Maurice (voix et capture de mouvement)

#### Courts métrages
- 1998 : The Alley de Bill Dow : Une femme
- 2006 : Eulogy de Denise Kenney : Rose
- 2017 : FTL d'Adam Stern : Sarah Johns

### Télévision

#### Séries télévisées
- 1987 / 1991 : 21 Jump Street : La serveuse / Infirmière Sylvia Harris
- 1989 : Un flic dans la mafia (Wiseguy) : Gloria
- 1990 : Cap Danger (Danger Bay) : Audrey Pike
- 1991 : Max Glick : Stella Porretta
- 1993 : L'As de la crime (The Commish) : Christine Harrison
- 1995 - 1996 / 2018 : X-Files : Aux frontières du réel (The X-Files) : Mme Zelma / Mme Peacock / Judy Poundstone / Chucky Poundstone
- 1996 : Sliders : Les Mondes parallèles (Sliders) : Une voyante
- 1996 : Two : La procureure
- 1996 / 1999 : The Sentinel : Nancy
- 1996 / 1999 : Poltergeist : Les Aventuriers du surnaturel (Poltergeist: The Legacy) : Une gitane
- 1997 - 1998 : Millennium : Dr Angela Horvath
- 1998 : Au-delà du réel : L'aventure continue (The Outer Limits) : Sarah
- 1998 : Cold Squad, brigade spéciale (Cold Squad) : Iris Turin / La psychologue
- 1998 / 2000 / 2003 : Coroner Da Vinci (Da Vinci's Inquest) : Linda Saltwyn / Julie Parks / Madeline
- 1999 : Aftershock : Tremblement de terre à New York (Aftershock: Earthquake in New York) : Une agent du FEMA
- 1999 : TV business (Beggars and Choosers) : Une femme
- 2000 : Strange World : Dr Karen Michaels
- 2002 : Just Cause : Juge Franklin
- 2002 - 2003 : John Doe : Beehive
- 2003 : Stargate SG-1 : Dr Sandy Van Densen
- 2003 : Roméo ! : Mme Landers
- 2003 - 2004 : Dead Zone : Sylvia Tesich
- 2004 : Les 4400 (The 4400) : Dr Emily Sanford
- 2004 : Century City : Juge Wallenstein
- 2004 - 2005 : Tru Calling : Compte à rebours (Tru Calling) : L'infirmière en chef / Une détective
- 2005 : Réunion : Destins brisés (Reunion) : Dr Polson
- 2006 : Godiva's : Dr Balfour
- 2006 : The Evidence : Les Preuves du crime (The Evidence) : Jan McGee
- 2006 : Blade : Mina
- 2006 : Saved : Dr Fish
- 2006 : Men in Trees : Leçons de séduction (Men in Trees) : Miss Frankel
- 2006 : Da Vinci's City Hall : Martha Mellors
- 2007 : The L Word : Dee Dee
- 2007 : Deux Princesses pour un royaume (Tin Man) : La méchante sorcière
- 2008 : Psych : Enquêteur malgré lui (Psych) : Pamela
- 2008 : Stargate Atlantis : La seconde du commandant
- 2008 : Robson Arms : Marg
- 2009 : The Good Wife : Mme Duretsky
- 2009 / 2013 : Supernatural :
- 2010 : Tower Prep : L'infirmière
- 2010 : Hiccups : Marsha
- 2011 : Fringe : Dr Christine Albright
- 2011 - 2012 : L'Heure de la peur (R.L. Stine's The Haunting Hour) : Mme Biazevich / Gresilda vieille / Mme Hollinger
- 2012 : Level Up : Rhea
- 2013 : Continuum : Elena vieille
- 2014 : Intruders : Bobbi Zimmerman
- 2015 : Arrow : Dr Vaca
- 2015 : Backstrom : Louise Hanley
- 2015 : Motive : Lorraine
- 2015 : iZombie : Dr Erving
- 2015 : Minority Report : Lynn Dravecky
- 2015 / 2023 : Le cœur à ses raisons (When Calls the Heart) : Agatha Thatcher
- 2016 : Bates Motel : Kara
- 2016 : Les Voyageurs du temps (Travelers) : Mme Bloom
- 2016 : Lucifer : Juge Vicky Estrada
- 2017 : L'Exorciste (The Exorcist) : Sœur Dolores
- 2017 : Dirk Gently, détective holistique (Dirk Gently's Holistic Detective Agency) : Frija Dengdamor
- 2017 : The Magicians : Une sorcière
- 2018 : Beyond : Dr Coleman
- 2018 : Take Two, enquêtes en duo (Take Two) : Melanie Ray
- 2018 - 2020 : Good Doctor (The Good Doctor) : Deena Petringa
- 2019 : Supergirl : Sénatrice Granberry
- 2019 : The Twilight Zone : La Quatrième Dimension (The Twilight Zone) : Aidia
- 2019 : Charmed : Elder Robinson
- 2020 : Les Baby-sitters (The Baby-Sitters Club) : Morbidda Destiny / Esme Porter
- 2020 - 2024 : Snowpiercer : Dr Pelton
- 2021 : Big Sky : Penelope Denesuk
- 2023 : Schmigadoon! : Une femme au bar
- 2024 : Wild Cards : Magda Jennings
- 2024 : So Help Me Todd : Commissaire Russo

#### Téléfilms
- 1986 : Combattante du feu (Firefighter) de Robert Michael Lewis : La secretaire
- 1993 : Doubles jumelles, doubles problèmes (Double, Double, Toil and Trouble) de Stuart Margolin : Une sorcière
- 1993 : L'enfant de la dernière chance (For the Love of My Child: The Anissa Ayala Story) de Waris Hussein : La professeur de danse
- 1995 : When the Vows Break d'Eric Till : Sybill
- 1995 : Ebbie de George Kaczender : La mère d'Ebbie
- 1996 : Le berceau de la vengeance (Maternal Instincts) de George Kaczender : La réceptionniste de l'hôpital
- 1997 : Alibi d'Andy Wolk : Juge Rawlings
- 1998 : Circle of Deceit d'Alan Metzger : La thérapeute
- 1999 : In a Class of His Own de Robert Munic : Mme Escobar
- 2000 : Impasse meurtrière (Deadlocked) de Michael Watkins : Mme Novalo
- 2001 : Blanche-Neige (Snow White : The Fairest of Them All) de Caroline Thompson : Reine Elspeth
- 2001 : L'Enfant qui ne voulait pas mourir (The Miracle of the Cards) de Mark Griffiths : L'éditrice
- 2001 : Noël en été (Off Season) de Bruce Davison : Mona Sanchez
- 2002 : Et nous nous reverrons (We'll Meet Again) de Michael Storey : Marta Jones
- 2004 : The Life de Lynne Stopkewich : Brenda Reilly
- 2005 : 14 Hours de Gregg Champion : Dr Estrada
- 2006 : Le Baby-sitter (The Stranger Game) de Terry Ingram : Susan Copeland
- 2006 : A Little Thing Called Murder de Richard Benjamin : La juge
- 2007 : L'Intuition d'une mère (Seventeen & Missing) de Paul Schneider : Helen Vetter
- 2007 : L'Insoutenable Vérité (Unthinkable) de Keoni Waxman : Dr Miriam Post
- 2008 : Un voisin trop charmant (The Boy Next Door) de Neill Fearnley : Lillian
- 2008 : Un Noël plein de surprises (Christmas Town) de George Erschbamer : Roxie
- 2008 : Mariage par correspondance (Mail Order Bride) d'Anne Wheeler : Mme Vaughn
- 2010 : Elopement de George Erschbamer : Gillian Drummond
- 2012 : Ce Noël qui a changé ma vie (It's Christmas, Carol!) de Michael Scott : Carol à 70 ans
- 2012 : L'Homme qui n'aimait pas Noël (Anything but Christmas) d'Allan Harmon : Emilia
- 2014 : Le Médaillon de Noël (The Christmas Secret) de Norma Bailey : Mme Meredith
- 2014 : La Chambre maudite (Garage Sale Mystery: All That Glitters) de Peter DeLuise : Louise
- 2015 : Monsterville : Le Couloir des horreurs (R.L. Stine's Monsterville: Cabinet of Souls) de Peter DeLuise : Mme Sarkosian
- 2015 : Vous avez un message : Miss courriers spéciaux (Signed, Sealed, Delivered: The Impossible Dream) de Kevin Fair : La présidente
- 2016 : Arrachée à mon enfant (Cradle of Lies) de David Winning : Cynthia
- 2017 : Maternal Instinct de George Erschbamer : Lois
- 2021 : Le secret de la momie (Under Wraps) d'Alex Zamm : Ingrid Ravensworth